# Emmanuel Iyoha
Emmanuel Iyoha (Düsseldorf, 1997. október 11. –) német utánpótlás-válogatott labdarúgó, aki jelenleg a Fortuna Düsseldorf játékosa.

## Pályafutása
2015. október 23-án az RB Leipzig ellen mutatkozott be a felnőtt keret tagjaként. December 12-én az 1. FC Union Berlin ellen kezdőként lépett pályára.

## Válogatott
Utólag meghívást kapott a 2016-os U19-es labdarúgó-Európa-bajnokságra, ahol az U20-as labdarúgó-világbajnokság rájátszásában csatlakozott a csapathoz. Bekerült a 2017-es U20-as labdarúgó-világbajnokságra utazó keretbe.

## Statisztika
2017. május 15. szerint.
| Klub                  | Szezon   | Bajnokság | Bajnokság | Kupa  | Kupa | Nemzetközi | Nemzetközi | Összesen | Összesen |
| Klub                  | Szezon   | Mérk.     | Gól       | Mérk. | Gól  | Mérk.      | Gól        | Mérk.    | Gól      |
| --------------------- | -------- | --------- | --------- | ----- | ---- | ---------- | ---------- | -------- | -------- |
| Fortuna Düsseldorf II | 2014-15  | 4         | 0         | -     | -    | -          | -          | 4        | 0        |
| Fortuna Düsseldorf II | 2015-16  | 0         | 0         | -     | -    | -          | -          | 0        | 0        |
| Fortuna Düsseldorf II | 2016-17  | 8         | 2         | -     | -    | -          | -          | 8        | 2        |
| Fortuna Düsseldorf II | Összesen | 12        | 2         | 0     | 0    | 0          | 0          | 12       | 2        |
| Fortuna Düsseldorf    | 2015-16  | 5         | 0         | 0     | 0    | -          | -          | 5        | 0        |
| Fortuna Düsseldorf    | 2016-17  | 17        | 0         | 0     | 0    | -          | -          | 17       | 0        |
| Fortuna Düsseldorf    | Összesen | 22        | 0         | 0     | 0    | 0          | 0          | 22       | 0        |
| Összesen              | Összesen | 34        | 2         | 0     | 0    | 0          | 0          | 34       | 2        |